# Лащёнов, Фёдор Серафимович
Фёдор Серафи́мович Лащёнов (род. 4 ноября 1950, Ровеньки, Ворошиловградская область, УССР) — советский волейболист, советский и украинский волейбольный тренер, игрок сборной СССР (1977—1980). Олимпийский чемпион 1980, чемпион мира 1978, обладатель Кубка мира 1977, двукратный чемпион Европы. Нападающий. Заслуженный мастер спорта СССР (1980).

## Биография
На протяжении всей своей игровой карьеры выступал за команду «Звезда»/«Динамо» (Луганск/Ворошиловград) (1968—1984). Двукратный бронзовый призёр чемпионатов СССР (1976 и 1979), победитель Кубка обладателей кубков ЕКВ 1973.
В сборной СССР в официальных соревнованиях выступал в 1977—1980 годах. В её составе: олимпийский чемпион 1980, чемпион мира 1978, победитель розыгрыша Кубка мира 1977, двукратный чемпион Европы (1977 и 1979).
После окончания игровой карьеры работал тренером. Возглавлял женские команды: 1984—1993 — «Искра» (Ворошиловград/Луганск) (тренер и главный тренер), 1993—1994 — «Эджзаджибаши» (Стамбул, Турция), 1994—1995 — «Хапоэль» (Кирьят-Ата, Израиль), 1996—1997 — «Бешикташ» (Стамбул, Турция), 2003—2005 — «Северодончанка» (Северодонецк, Украина), 2005—2008 и 2009—2011 — «Искра» (Луганск, Украина). В 2001—2003 — главный тренер мужской сборной Пакистана. Главный тренер мужских команд: 1997—2000 — «Динамо» (Луганск, Украина), 2000—2001 — «Азот» (Черкассы, Украина).
В качестве главного тренера приводил свои команды к званию чемпионов Украины (1992 — «Искра» Луганск — женщины), Турции (1994 — «Эджзачибаши» Стамбул — женщины).
Фёдор Лащёнов — почётный гражданин Луганска. Заместитель председателя Луганского областного отделения НОК Украины. Ему был посвящён финал Кубка Украины 2014 года.

## Источник
- Волейбол. Энциклопедия/Сост. В. Л. Свиридов, О. С. Чехов. — Томск: Компания «Янсон», 2001.